# П'єр Кандідо Дечембріо
П'єр Кандідо Дечембріо (італ. Pier Candido Decembrio, лат. Petrus Candidus, *1399, Павія — †12 листопада 1477, Мілан) — італійський гуманіст, письменник, перекладач і політичний діяч в Мілані.

## З біографії
П'єр Кандідо Дечембріо був сином Уберто Дечембріо та братом Анджело Камілло Дечембріо.
П'єр Кандідо Дечембріо був секретарем і дипломатом герцога Мілану Філіппо Марії Вісконті (1392–1447). Дечембріо короткий час був так званим президентом Амброзійської республіки в Мілані (1447–1450) . Після 1450 року впав у немилість й провів деякий час у Неаполі при дворі Альфонсо V, а також у Феррарі. На могилі Дечембріо наведено 127 назв його творів, серед яких переклади й біографії, зокрема Філіппо Марії Вісконті, а також книга про тварин «Бестіарій».

## Вибрані твори
- De septem liberalium artium inventoribus;
- De vitæ ignorantia, діалог про сенс життя;
- Historia peregrina (бл. 1430);
- Grammaticon, латинська граматика;
- De humani animi immortalitate;
- De natura avium et animalium;
- De laudibus Mediolanensium urbis panegyricus, 1436;
- Romanæ historiæ brevis epitoma, 1450 ;
- De origine fidei, після 1455;
- Vita Homeri, 1440;
- Vita Philippi Mariæ Vicecomitis;
- Vita Francisci Sfortiæ;
- Vita Herculis Estensis;
- Oratio in funere Nicolai Picinini;
- Ex illustrium comparationibus in Plutarchum Cheronensem libri quattuor.

## Видання
- Attilio Butti, Felice Fossati, Giuseppe Petraglione (éd.), Petri Candidi Decembrii Opuscula historica, Rerum Italicarum scriptores (deuxième série), vol. 20-1, Bologne, 1925–1958 (містить: la Vita Philippi Mariæ Vicecomitis, la Vita Francisci Sfortiæ, l'Oratio in funere Nicolai Picinini, le De laudibus Mediolanensium urbis panegyricus).
- Pier Candido Decembrio: Leben des Filippo Maria Visconti und Taten des Franzesco Sforza. Übers. und eingel. von Philipp Funk. Diederichs, Jena 1913 (Das Zeitalter der Renaissance, Serie 1, Band 7).